# Большое Уварово
Большое Уварово — деревня в городском округе Коломна Московской области России. Население — 219 чел. (2021).

## Население
| 1852 | 1859 | 1890 | 1926 | 2002 | 2006 | 2010 |
| ---- | ---- | ---- | ---- | ---- | ---- | ---- |
| 746  | ↘740 | ↘734 | ↘456 | ↘274 | ↘246 | ↘235 |
| 2021 |      |      |      |      |      |      |
| ↘219 |      |      |      |      |      |      |

## География
Расположена в северной части района, примерно в 10 км к северу от центра города Озёры, рядом с автодорогой Р115 (Егорьевск — Коломна — Кашира — Ненашево), на берегу реки Ягармы (бассейн Москвы). В деревне 7 улиц, зарегистрировано 6 садовых товариществ. Восточнее деревни находится станция «Даниловская» ответвления Рязанского направления Московской железной дороги Голутвин — Озёры. Ближайшие населённые пункты — деревня Холмы и село Бояркино.

## История
В «Списке населённых мест» 1862 года Уварово большое — владельческое сельцо 1-го стана Коломенского уезда Московской губернии между рекой Окой и Каширской почтовой дорогой, в 18 верстах от уездного города, при пруде, со 127 дворами, фабрикой и 740 жителями (334 мужчины, 406 женщин).
По данным на 1890 год входило в состав Бояркинской волости Коломенского уезда, число душ составляло 734 человека.
В 1913 году — 94 двора и земское училище.
По материалам Всесоюзной переписи населения 1926 года — центр Больше-Уваровского сельсовета Бояркинской волости, проживало 456 жителей (200 мужчин, 256 женщин), насчитывалось 106 хозяйств, имелись школа 1-й ступени и сельский комитет крестьянской общественной взаимопомощи.
С 1929 года — населённый пункт в составе Озёрского района Коломенского округа Московской области, с 1930-го, в связи с упразднением округа, — в составе Озёрского района Московской области.
В 1939 году Больше-Уваровский сельсовет был упразднён, селение передано в Бояркинский сельсовет.
В 1959 году, в связи с упразднением Озёрского района, Большое Уварово вошло в состав Коломенского района. В 1969 году Озёрский район был воссоздан.
С 1994 по 2006 год — деревня Бояркинского сельского округа Озёрского района.
До 2020 года входило в состав городского округа Озёры.